# كارين مادويان
كارين مادويان هو لاعب كرة قدم بلغاري في مركز الوسط، ولد في 28 نوفمبر 1995 في فارنا في بلغاريا. شارك مع منتخب أرمينيا تحت 17 سنة لكرة القدم. أما مع النوادي، فقد لعب مع نادي تشيرنو مور فارنا.

## وصلات خارجية
- كارين مادويان على موقع قاعدة بيانات كرة القدم.إي يو (الإنجليزية)